# Trichoniscus muscivagus
Trichoniscus muscivagus är en kräftdjursart som beskrevs av Karl Wilhelm Verhoeff 1917D. Trichoniscus muscivagus ingår i släktet Trichoniscus och familjen Trichoniscidae.

## Underarter
Arten delas in i följande underarter:
- T. m. alticolus
- T. m. muscivagus